# Bitweaver
Bitweaver ist ein freies Web-Content-Management-System auf der Basis von PHP und MySQL und unterliegt der LGPL. Das System ist ein Fork von Tiki. Das Grundsystem selbst bietet ein mit Modulen skalierbares Framework mit Mehrbenutzerverwaltung.
Bitweaver lässt sich durch sogenannte Module um weitere Funktionen wie beispielsweise Blogs, Foren, Wiki und vieles mehr erweitern. Das System ist auch für komplexe Webseiten geeignet. Design und Layout können über die integrierte Template-Engine Smarty oder mit bereits verfügbaren Layoutvorlagen angepasst werden. Zwar verwendet Bitweaver eine Template Engine mit der prinzipiell alles angepasst werden kann, jedoch existieren nur wenige herausragende vorgefertigte Layoutvorlagen für das System.